# Gibe
Gilberto Fernandes (São Paulo, 10 de janeiro de 1935 — São Paulo, 16 de julho de 2010), mais conhecido como Gibe, foi um ator, comediante, produtor e redator brasileiro.

## Carreira
Conhecido por atuar em inúmeras pegadinhas (exibidas até hoje pelo SBT) e por interpretar o palhaço Papai Papudo no elenco do Programa Bozo, exibido pelo SBT na década de 1980. O famoso bordão do palhaço, "Cinco e sessenta", foi criado por Gibe e tinha grande apelo com as crianças.
A partir de 1988, Gilberto Fernandes trabalhou como um dos redatores do programa Os Trapalhões, comandado pela trupe de Renato Aragão e criado por Wilton Franco. A partir da década de 1990, passou a trabalhar como redator e ator das câmeras escondidas, mais conhecidas como pegadinhas, do programa dominical Topa Tudo por Dinheiro de Silvio Santos sendo, juntamente com Ivo Holanda, Fernando Benini, Ruth Romcy e Carlinhos Aguiar, os mais lembrados pelo público. Após sair do SBT em 2002, ele trabalhou como um dos redatores dos programas A Turma do Didi e Aventuras do Didi, da Rede Globo, comandados pela trupe de Renato Aragão.

### Morte
Gibe morreu em 16 de julho de 2010, aos 75 anos. Ele estava internado no Instituto do Coração, em São Paulo, desde o dia 1 do mesmo mês. Segundo a assessoria de imprensa do hospital, ele foi submetido a uma cirurgia no coração no dia 7, mas não resistiu. Segundo foi informado à imprensa, ele tinha estenose de válvula e morreu por falência de múltiplos órgãos. O velório ocorreu no Cemitério do Araçá, em São Paulo, e foi enterrado em Registro. Gibe era primo dos comediantes Dedé Santana e Dino Santana e também de Paulo Seyssel um dos intérpretes do Bozo.

## Filmografia

### Televisão
| Ano       | Título                 | Papel             | Notas                        |
| --------- | ---------------------- | ----------------- | ---------------------------- |
| 1959      | TV de Vanguarda        |                   | Episódio: " Clara dos Anjos" |
| 1976      | Bacará 76              | Rodolfo Valentino |                              |
| 1979      | Os Pankekas            | -                 |                              |
| 1981-1983 | Alegria 81             | Vários Papéis     |                              |
| 1980-1991 | Bozo                   | Papai Papudo      |                              |
| 1988      | Os Trapalhões          | Redator           |                              |
| 1990      | Escolinha do Golias    |                   |                              |
| 1991-2001 | Topa Tudo por Dinheiro | Ator/Redator      |                              |
| 1999      | Ô... Coitado!          | Ele Mesmo         | Episódio: " O Cego"          |
| 1999-2001 | A Praça É Nossa        | Vários Papéis     |                              |
| 2002      | A Turma do Didi        | Redator           |                              |
| 2010      | Aventuras do Didi      | Redator           |                              |

### Cinema
| Ano  | Título                                   | Personagem    |
| ---- | ---------------------------------------- | ------------- |
| 1967 | Cangaceiros de Lampião                   |               |
| 1969 | Deu a Louca no Cangaço                   | Comandante    |
| 1969 | 2000 Anos de Confusão                    | Napoleão Sola |
| 1969 | Golias contra o Homem das Bolinhas       |               |
| 1970 | Meu Nome É Tonho                         |               |
| 1972 | O Jeca e o Bode                          |               |
| 1972 | Corrida em Busca do Amor                 |               |
| 1972 | Os Desempregados                         | Senhorio      |
| 1975 | Zé Sexy... Louco, Muito Louco por Mulher |               |
| 1976 | Guerra é Guerra                          |               |
| 1976 | A Última Ilusão                          | Bêbado        |
| 1979 | Os Pankekas e o Calhambeque de Ouro      | Guarda        |
| 1980 | O Inseto do Amor                         | Moreirinha    |
| 1981 | O Sexo e as Pipas                        |               |
| 1981 | A Casa de Irene                          |               |
| 1983 | O Escândalo na Sociedade                 |               |
| 1998 | Boleiros - Era uma Vez o Futebol...      | Porteiro      |